# 哈蒂班达乌帕齐拉
哈蒂班达是孟加拉国的一个乌帕齐拉，位于朗布尔专区的拉尔莫尼哈德县。

## 地理
哈蒂班达位于26°06′45″N 89°08′00″E / 26.1125°N 89.1333°E，总面积为288.42 km²。

## 人口
据1991年孟加拉国人口普查，哈蒂班达共有33369户人家，总计172417人口，其中男性占比51.39%，女性占比48.61%，成年人口为85064。该地7岁以上人口之平均识字率为21.4%，低于全国平均水平（32.4%）。